# Esther Arizmendi
María Esther Arizmendi Gutiérrez (Madrid, 14 de marzo de 1956 - 19 de noviembre de 2017) fue una abogada, jurista y funcionaria de carrera española. Fue la primera presidenta del Consejo de Transparencia y Buen Gobierno, organismo español de lucha contra la corrupción.

## Biografía
Esther Arizmendi, nacida en 1956, era licenciada en Derecho por la Universidad Complutense de Madrid y consultora de formación por la Universidad Autónoma de Barcelona. Técnica superior de la administración local desde 1981, en 1982 accedió por oposición al Cuerpo Superior de Administradores Civiles del Estado, prestando servicios durante 35 años en distintos cargos de la Administración General del Estado. 
Como presidenta del Consejo de Transparencia y Buen Gobierno luchó por una administración transparente y defendió los derechos de los ciudadanos. Alternó durante sus últimos cinco años visitas al hospital para el tratamiento de su enfermedad con su trabajo.
Al saber que le quedaba poco tiempo de vida, se despidió de cada una de las personas que trabajaban con ella. Falleció el domingo 19 de noviembre de 2017 después de «una larga lucha contra la enfermedad», según un comunicado del organismo que presidía

## Trayectoria
Inició su carrera profesional en la Unidad de Servicios Generales del Ayuntamiento de Talavera de la Reina. También fue jefa del servicio de Procedimiento de la Subdirección General de Defensa contra Fraudes. En el ámbito del Ministerio de Administraciones Públicas,  fue jefa de área de Desarrollo Normativo Local, coordinadora de área del Centro de Estudios Superiores de la Función Pública, subdirectora general adjunta de Planificación, subdirectora general de Planificación y Estudios de Recursos Humanos y de Retribuciones de la Dirección General de la Función Pública y asesora del secretario de Estado de Política Territorial. 
En 2012 fue nombrada Directora general de Modernización Administrativa, Procedimientos e Impulso de la Administración Electrónica, donde contribuyó a construir una administración «sin papeles» y fomentar la implantación y uso del DNI electrónico. Dicha notable contribución le hizo merecedora de la Medalla al Mérito Policial con distintivo blanco. 
También fue ponente de la Comisión para la Reforma de las Administraciones Públicas como presidenta de la Subcomisión de Simplificación Administrativa.  

### Consejo de Transparencia y Buen Gobierno
En diciembre de 2014 asumió el puesto de presidenta del Consejo de Transparencia y Buen Gobierno. Como presidenta, defendió el derecho al saber de los ciudadanos con el objetivo final de conseguir una Administración más transparente. Durante los tres años al frente del Consejo de Transparencia y Buen Gobierno siempre se colocó al lado de los ciudadanos que reclamaban con razón mayor transparencia, llevando incluso a los tribunales a la Administración que se resistía a ofrecer un dato que el Consejo estimaba debía ser público. Defendió su independencia y la del organismo que presidía con ahínco y tesón.
Fue la primera presidenta del primer organismo de transparencia creado por el Gobierno español. Nombrada el 12 de diciembre de 2014, por un periodo de cinco años, hubo de hacer frente a una verdadera tormenta política por la salida a la luz de múltiples casos de corrupción.
Esther Arizmendi, sin apenas medios proporcionados por el Estado, puso en marcha el Consejo de Transparencia y Buen Gobierno e hizo una labor encomiable por difundir la cultura de la transparencia en España.
El Consejo de Transparencia y Buen Gobierno es un organismo público independiente, con personalidad jurídica propia y plena capacidad de obrar pública y privada, adscrito, a efectos puramente organizativos, al Ministerio de Hacienda y Función Pública.

## Muerte
El 19 de noviembre de 2017, el Consejo de Transparencia y Buen Gobierno comunicó el fallecimiento de su presidenta tras no poder superar una enfermedad.

## Distinciones

### Órdenes
- Medalla al Mérito Policial con distintivo blanco ( España).

### Citas
1. 1 2  «Real Decreto 1061/2014, de 12 de diciembre, por el que se nombra Presidenta del Consejo de Transparencia y Buen Gobierno a doña María Ester Arizmendi Gutiérrez.». Boletín Oficial del Estado, «BOE» núm. 301, de 13 de diciembre de 2014, páginas 101542 a 101542 (1 pág.). 13 de diciembre de 2014.
2. ↑  Nuñez, Maribel; Montañez, Érika (21 de junio de 2015). «Esther Arizmendi: «La ley de Transparencia ayuda a frenar la corrupción»». ABC. Consultado el 21 de noviembre de 2017.
3. ↑  Redacción (19 de noviembre de 2017). «Fallece Esther Arizmendi». El Plural. Consultado el 20 de noviembre de 2017.
4. ↑  «Orden de 22 de abril de 1982 por la que se nombra funcionarios de carrera del Cuerpo Técnico de la Administración Civil del Estado a los aspirantes que se citan.». Boletín Oficial del Estado, «BOE» núm. 97, de 23 de abril de 1982, páginas 10343 a 10344 (2 págs.). 28 de abril de 1982.
5. ↑  Currículum vítae de Esther Arizmendi Gutiérrez, en la web del CTBG, consultada el 19 de noviembre de 2017.
6. 1 2  Nuñez, Maribel (20 de noviembre de 2017). «Independiente por encima de todo». ABC. p. 62.
7. ↑  Nuñez, Maribel (20 de noviembre de 2017). «Esther Arizmendi (1957-2017): Independiente por encima de todo». ABC. p. 64.
8. ↑  consejodetransparencia.es (ed.). «Fallecimiento de la presidenta». Consultado el 23 de octubre de 2019.
9. ↑  Armunia Berges, Cristina (20 de agosto de 2015). «"No es exigible por ley que los ministros publiquen con quién se reúnen"». eldiario.es. Consultado el 21 de noviembre de 2017.
10. ↑  Agencia EFE (19 de noviembre de 2017). «Fallece Esther Arizmendi, presidenta del Consejo de Transparencia». Expansión. EFE. Consultado el 21 de noviembre de 2017.
11. ↑  Agencia EFE (19 de noviembre de 2017). «Fallece la presidenta del Consejo de Transparencia y Buen Gobierno. Noticias de España». El Confidencial. EFE. Consultado el 21 de noviembre de 2017.
12. ↑  Redacción (19 de noviembre de 2017). «Esther Arizmendi, muere la presidenta del Consejo de Transparencia». La Vanguardia. EFE. Consultado el 21 de noviembre de 2017.
13. ↑  «Consejo de Transparencia y Buen Gobierno». Consultado el 20 de noviembre de 2017.
14. ↑  País, El (19 de noviembre de 2017). «Muere Esther Arizmendi, presidenta del Consejo de Transparencia». El País. ISSN 1134-6582. Consultado el 24 de octubre de 2019.
15. ↑  «Fallece Esther Arizmendi, presidenta del Consejo de Transparencia». ELMUNDO. 19 de noviembre de 2017. Consultado el 24 de octubre de 2019.